# Karen Kelso
Pour les articles homonymes, voir Kelso (homonymie).
Karen Kelso, née le 18 février 1963, est une joueuse professionnelle de squash représentant les États-Unis. 

## Biographie
Elle remporte à deux reprises le Carol Weymuller Open, épreuve phare aux États-Unis. Elle participe à deux championnats du monde en 1992 et 1994, s'inclinant à chaque fois au premier tour.

## Palmarès

### Titres
- Carol Weymuller Open : 2 titres (1987, 1989)